# エクソシスト (テレビドラマ)
『エクソシスト』（原題：The Exorcist）は、ジェレミー・スレイターが製作したFOX配給のアメリカ合衆国の超自然的ホラーシリーズ。
本作は、エクソシストシリーズの一部として、1973年の映画『エクソシスト』の正統な続編として位置づけられており、以前に公開された映画作品はすべて無視されている。アルフォンソ・ヘレラとベン・ダニエルズが、悪魔憑き事件を調査するエクソシスト役で主演している。
シーズン1は2016年9月23日に、シーズン2は2017年9月29日に初回が放送され、それぞれ10エピソードで構成されている。シーズン2終了後、FOXは打ち切りを決定した。

## キャスト
※括弧内は日本語吹替。

### シリーズ
- トマス・オルテガ神父：アルフォンソ・ヘレラ（英語版）（小松史法）
- マーカス・キーン神父：ベン・ダニエルズ（小山力也）
- デヴォン・ベネット神父：カート・エジアイアワン（英語版）（拝真之介）

### シーズン1

#### メイン
- ケイシー・ランス：ハンナ・カスルカ（英語版）（伊瀬茉莉也）
- キャサリン・ランス：ブリアン・ハウィー（英語版）（田村睦心）
- ヘンリー・ランス：アラン・ラック（小形満）
- アンジェラ・ランス／リーガン・マクニール：ジーナ・デイヴィス（高島雅羅）
  - 幼少期のアンジェラ：ソフィー・サッチャー

#### サブ
- セールスマン／キャプテン・ハウディ／パズズ（英語版）：ロバート・エメット・ラニー（ふくまつ進紗）
- ジェシカ：マウザム・マカー（英語版）（林真里花）
- マリア・ウォルターズ：キルステン・フィッツジェラルド（西宏子）
- クリス・マクネイル：シャロン・グレス
- オリヴィア：カミーユ・グアティ
- マザー・バーナデット：ディアナ・ダナガン（英語版）
- カーディナル・ギヨー：トレイ・ハンソン（小形満）
- ブラザー・サイモン：フランシス・ギナン（英語版）
- イーガン司教：ブラッド・アーマコスト（後藤光祐）

### シーズン2

#### メイン
- ローズ・クーパー：リー・ジュン・リー（英語版）（木村香央里）
- ヴェリティ：ブリアナ・ヒルデブランド（嶋村侑）
- アンディ・キム：ジョン・チョー（浪川大輔）
- マウス：ズレイカ・ロビンソン（ちふゆ）

#### サブ
- デヴィッド・”トラック”・ジョンソン3世：サイラス・アーノルド（英語版）
- ケイレブ：ハンター・ディロン
- シェルビー：アレックス・バリマ（英語版）
- グレース：アメリ・イヴ
- ピーター・オズボーン：クリストファー・カズンズ
- ニコール・キム：アリシア・ウィット
- シンディ：ジビー・アレン
- ハーパー・グレアム：ビアトリス・キットソス

#### 日本語版スタッフ
- 字幕翻訳 - 藤本聡
- 吹替翻訳 - 下大澤百合子
- 吹替演出 - 久保宗一郎

## エピソード

### シーズン1（2016）
| 通算 話数 | シーズン 話数 | タイトル         | 監督                   | 脚本                                             | 公開日         |
| --------- | ------------- | ---------------- | ---------------------- | ------------------------------------------------ | -------------- |
| 1         | 1             | "我が叫びを"     | ルパート・ワイアット   | ジェレミー・スレイター                           | 2016年9月23日  |
| 2         | 2             | "悪魔を語れば"   | マイケル・ナンキン     | ヘザー・ベルソン                                 | 2016年9月30日  |
| 3         | 3             | "扉をたたく音"   | マイケル・ナンキン     | ドレー・ライアン                                 | 2016年10月7日  |
| 4         | 4             | "悪霊が住む街"   | クレイグ・ジスク       | アダム・シュタイン                               | 2016年10月14日 |
| 5         | 5             | "母の告白"       | ジェイソン・エンスラー | デヴィッド・グリム                               | 2016年10月21日 |
| 6         | 6             | "堕天使たちの宴" | ジェニファー・ファング | ローラ・マークス                                 | 2016年11月4日  |
| 7         | 7             | "偽りの父"       | ティンジ・クリシュナン | シャリース・カストロ・スミス                     | 2016年11月11日 |
| 8         | 8             | "よみがえる悪夢" | ルイス・ミリト         | マーカス・ガードリー                             | 2016年11月18日 |
| 9         | 9             | "162"            | ビル・ジョンソン       | フランクリン・ジン・ロー、ジェレミー・スレイター | 2016年12月9日  |
| 10        | 10            | "3つの部屋"      | ジェイソン・エンスラー | ジェレミー・スレイター                           | 2016年12月16日 |

### シーズン2（2017）
| 通算 話数 | シーズン 話数 | タイトル             | 監督                               | 脚本                                         | 公開日         |
| --------- | ------------- | -------------------- | ---------------------------------- | -------------------------------------------- | -------------- |
| 11        | 1             | "悲劇の幕開け"       | ジェイソン・エンスラー             | ヘザー・ベルソン                             | 2017年9月29日  |
| 12        | 2             | "心の拠り所"         | デラン・サラフィアン               | アダム・シュタイン                           | 2017年10月6日  |
| 13        | 3             | "汚れた心"           | タイ・ウェスト                     | マニー・コト                                 | 2017年10月13日 |
| 14        | 4             | "悲劇の前兆"         | キム・ソヨン                       | レベッカ・キルシュ                           | 2017年10月20日 |
| 15        | 5             | "神のご加護なしでは" | アレックス・ガルシア・ロペス       | アリッサ・クラーク                           | 2017年11月3日  |
| 16        | 6             | "愛しのニコール"     | ジェイソン・エンスラー             | フランクリン・ジン・ロー、アダム・シュタイン | 2017年11月10日 |
| 17        | 7             | "ゆがめられる記憶"   | スティーブン・A・アデルソン        | デヴィッド・グリム                           | 2017年11月17日 |
| 18        | 8             | "唯一の記憶"         | ミーラ・メノン                     | ヘザー・ベルソン、M・ウィリス                | 2017年12月1日  |
| 19        | 9             | "繰り返される儀式"   | エリザベス・アレン・ローゼンバウム | ショーン・クラウチ                           | 2017年12月8日  |
| 20        | 10            | "呪われた選択"       | ジェイソン・エンスラー             | ジェレミー・スレイター                       | 2017年12月15日 |

## 製作

### 開発
ジェレミー・スレイターがパイロット版の脚本を書いた。フォックスがパイロット版を2016年1月までに完成させるように命じた。本シリーズは、「ある家族の恐ろしい悪魔憑きの事件に取り組み、真の悪と対峙する、全く性格の異なる2人の男を追う、推進力のある連続サイコスリラー」だと説明されている。

### キャスティング
2016年2月、ブリアン・ハウィーがキャサリン・ランス役にキャスティングされ、翌月にハンナ・カスルカがケイシー・ランス役にキャスティングされた。
その後、アルフォンソ・ヘレラとベン・ダニエルズがそれぞれトマス神父とマーカス神父役にキャスティングされ、カート・エジアイアワンがベネット神父役にキャスティングされた。アンジェラ・ランス役にはジーナ・デイヴィスがキャスティングされた。
2017年6月、ヘレラ、ダニエルズ、エジアイアワンは、新たな悪魔憑き事件を担当する神父としてシーズン2に復帰することが報じられた。同年7月、ジョン・チョー、ブリアナ・ヒルデブランド、ズレイカ・ロビンソン、リー・ジュン・リーがシーズン2のメインキャストとしてキャスティングされた。翌月、クリストファー・カズンズとサイラス・アーノルドがキャスティングされた。

### 撮影
シーズン1はシカゴで撮影された。シーズン2の撮影は、2017年7月にバンクーバーで始まった。
シーズン2撮影前に、原作者であるウィリアム・ピーター・ブラッティが亡くなったため、第1話のエンドクレジットでは彼への哀悼の意が示されている。

## 評価

### 批評家の反応
本作は、批評家から概ね肯定的な評価を受けている。批評集積サイトRotten Tomatoesでは、53件のレビューがあり、シーズン1は支持率79% で、平均点は6.12/10となっている。批評家の総意は「『エクソシスト』は古典的な原作には及ばないものの、正当な恐怖と信頼できる特殊効果を備えた緊張感のある物語を誇っている」としている。Metacriticでは、28件のレビューがあり、加重平均値は62/100となっている。
シーズン2は、Rotten Tomatoesで11件のレビューがあり、支持率100%で、平均は7.5/10 となっている。批評家の総意は「『エクソシスト』は、確実なストーリー展開と悪魔の繁栄を巧みに操り、より自信に満ちたシーズン2を引き続き作り上げている」としている。

### 受賞とノミネート
| 受賞年 | 賞                             | カテゴリ       | 受賞者           | 結果       |
| ------ | ------------------------------ | -------------- | ---------------- | ---------- |
| 2017年 | ピープルズ・チョイス・アワード | テレビドラマ賞 | 『エクソシスト』 | ノミネート |
| 2017年 | 第43回サターン賞               | ホラーテレビ賞 | 『エクソシスト』 | ノミネート |